# Pontus Lindwall
Pontus Lindwall, född 1965, är en svensk civilingenjör och företagsledare.
Lindwall tillträdde som verkställande direktör och koncernchef för Betsson AB i september 2017, efter att ha varit styrelseordförande. Han var även VD och koncernchef under åren 1998–2011, samt under  ett drygt halvår 2015–2016. Han anställdes i koncernen år 1991. Han grundade Net Entertainment och har varit VD för Cherryföretagen.
Lindwall har en civilingenjörsexamen från Kungliga Tekniska högskolan.